# Église Saint-Pierre-et-Saint-Paul de Montreuil
Pour les articles homonymes, voir Église Saint-Pierre-et-Saint-Paul.
L'église Saint-Pierre-Saint-Paul est une église de Montreuil, commune de la Seine-Saint-Denis, située à l'intersection du boulevard Henri-Barbusse, de la rue Franklin (ancienne rue aux Ours) et de la rue de l'Église. Son chevet donne sur le 2 rue de Romainville. Elle fait partie de la paroisse catholique de Montreuil au sein du diocèse de Saint Denis.

## Histoire
Une ordonnance royale atteste au VIIIe siècle, de la présence d’un édifice orienté est-ouest pour le 29 juin, jour de la Saint Pierre-Saint Paul. L'édifice actuel est donc élevé à l’emplacement d’une église romane.
La partie la plus ancienne de l’édifice, le chœur, date de la fin du XIIe et du début du XIIIe siècle. À cette époque, le roi Louis IX et sa mère Blanche de Castille s’y rendent pour différentes cérémonies religieuses. Le roi de France Charles V et sa future épouse Jeanne de Bourbon y sont baptisés en 1337.
Au XIVe siècle, la partie centrale de la façade est construite, puis, au XVe siècle, celle d’un nouveau vaisseau. Au XIXe siècle le clocher est partiellement arasé après la destruction de ses parties hautes par la foudre.
L'église est classée au titre des monuments historiques en 1913.

## Architecture
L’église présente actuellement un plan rectangulaire, à chevet plat, sans transept. Le triforium, ouvert sur le chœur, témoignage du gothique primitif de la première moitié du XIIIe siècle, se compose d'un arc encadrant trois ogives dans chaque travée.
Des inhumations ont été mis au jour vers 1980 devant la façade de l’église.
De nombreux micro-pieux renforcent ses fondations. Le mur de chevet est orné de deux statues en bois de Pierre et Paul surmontées de quatre bas reliefs représentant les quatre évangélistes, et au centre d'une grande croix en laiton du sculpteur Jacques Dieudonné.

## Personnalités
- Charles V le Sage (1337-1380), roi de France, y est baptisé[6].
- Martin Prévost (1611-1691), pionnier du Canada français et ancêtre de la plupart des Prévost d'Amérique, est baptisé en l'église Saint-Pierre-et-Saint-Paul le 4 janvier 1611[7].

## Galerie

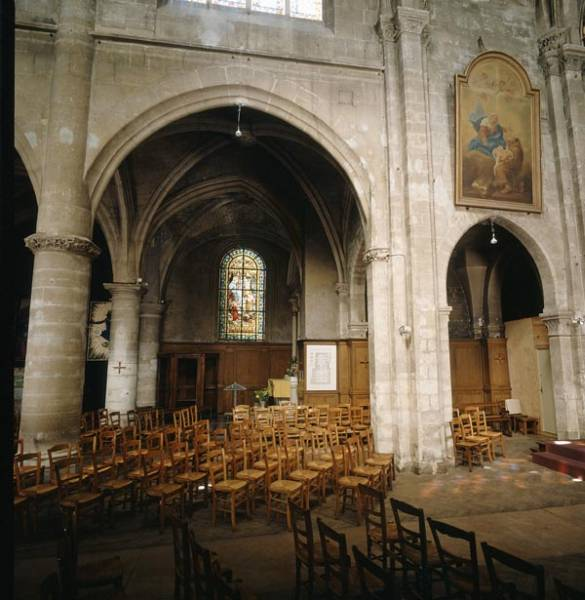
Vue intérieure de l'église
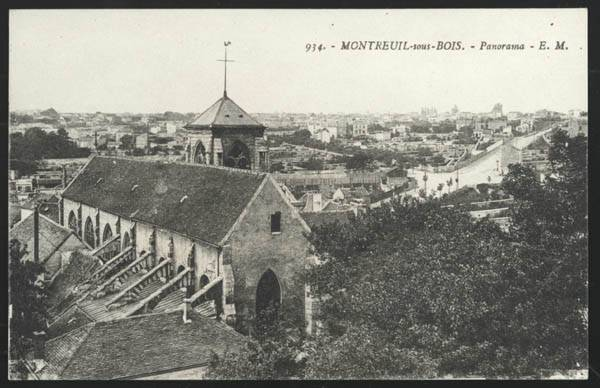
Carte postale ancienne (ca 1900) montrant l'extérieur de l'église
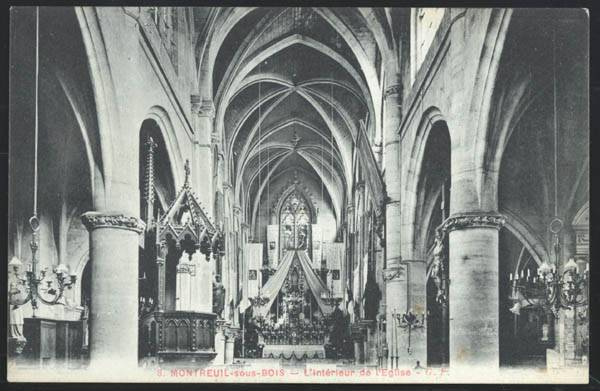
Carte postale ancienne (ca 1900) montrant l'intérieur de l'église
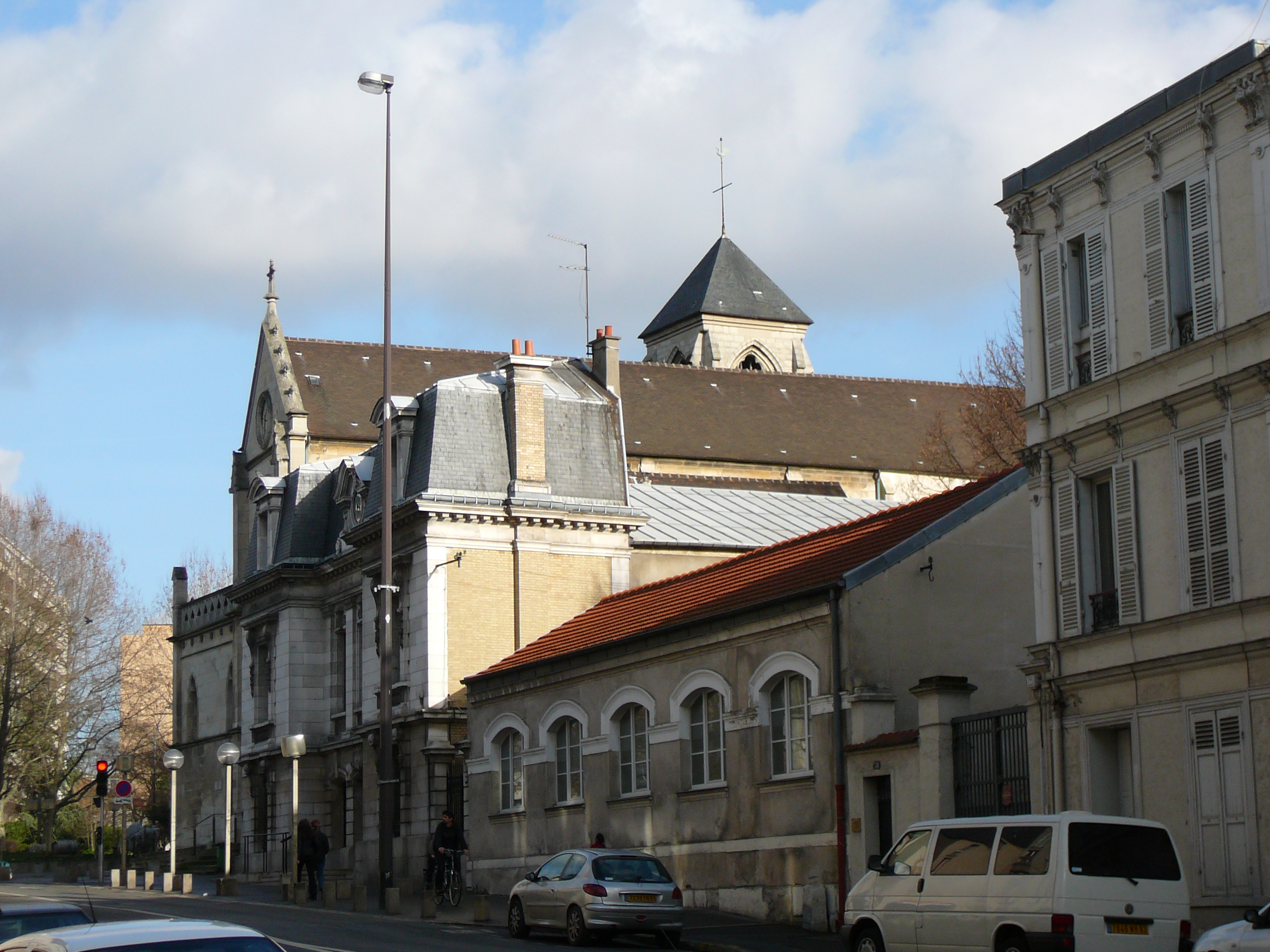
Vue actuelle de l'église depuis la rue Franklin
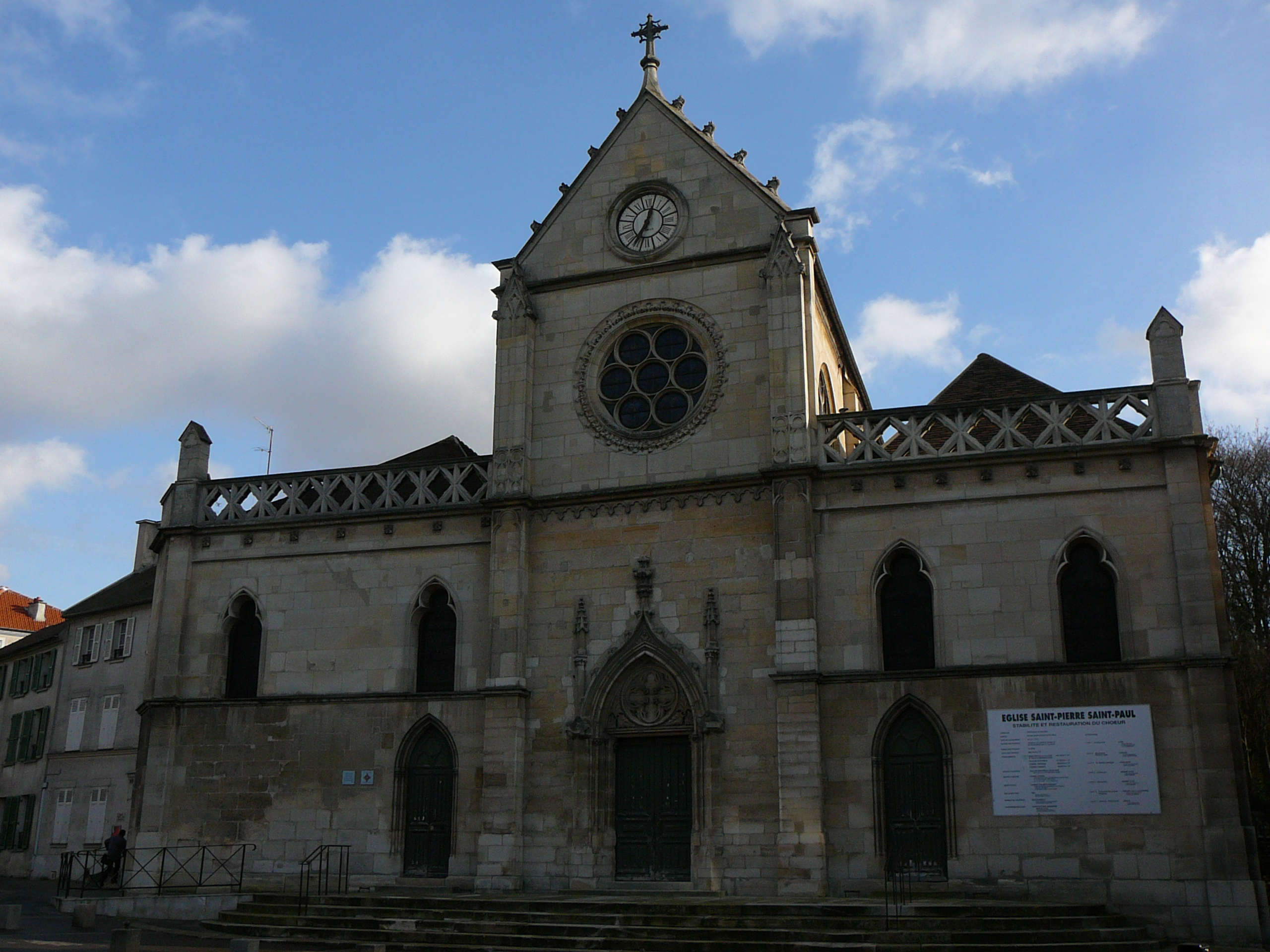
Vue actuelle de la façade de l'église